# École polytechnique

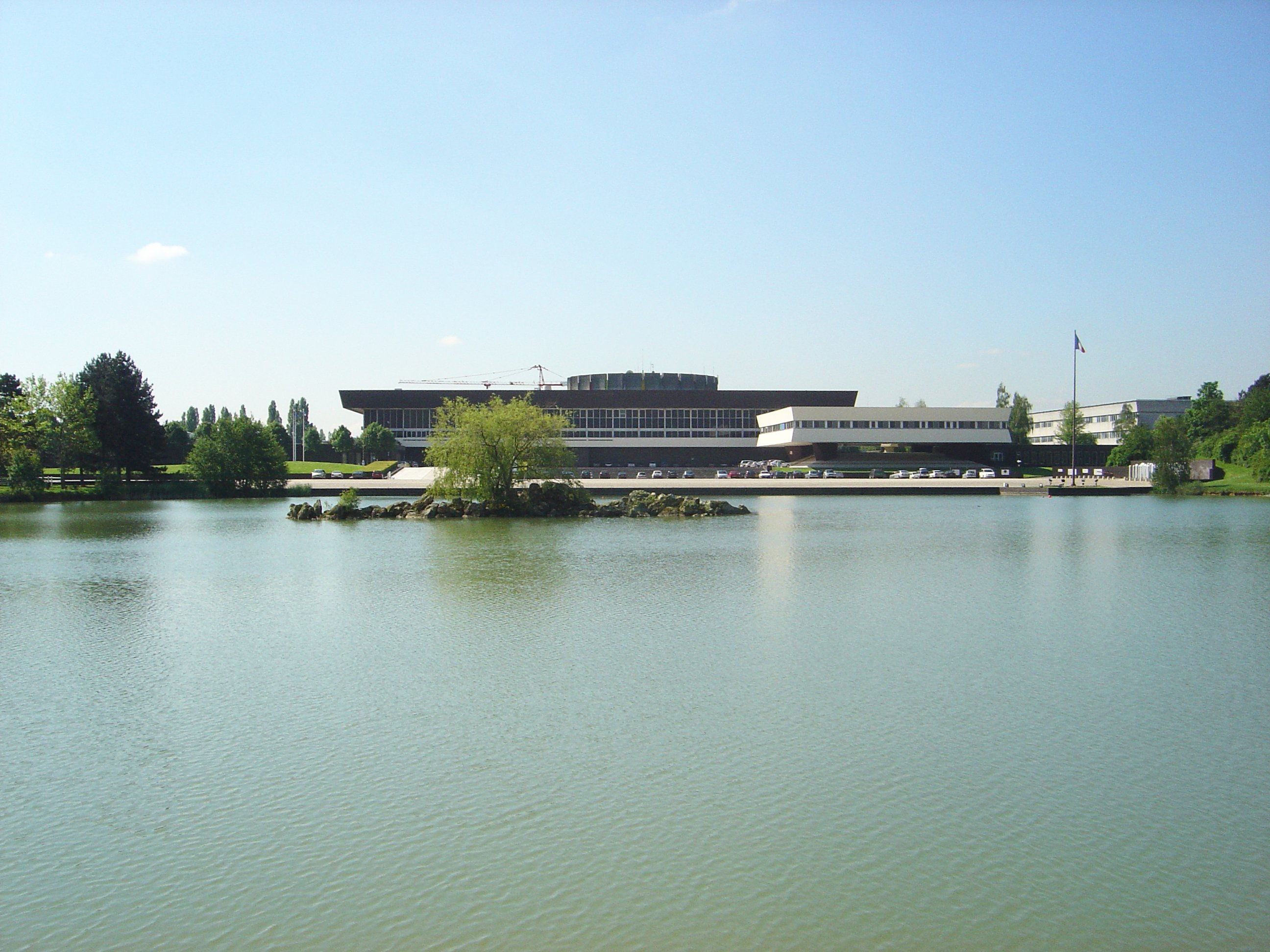
École polytechniques huvudbyggnad.

École polytechnique, även kallad l'X, är en fransk teknisk högskola, sedan 1976 belägen i Palaiseau utanför Paris (dessförinnan i Quartier Latin i Paris). 
Skolan grundades 1794 och är en produkt av både upplysningstiden och den franska revolutionen.

## Grand école

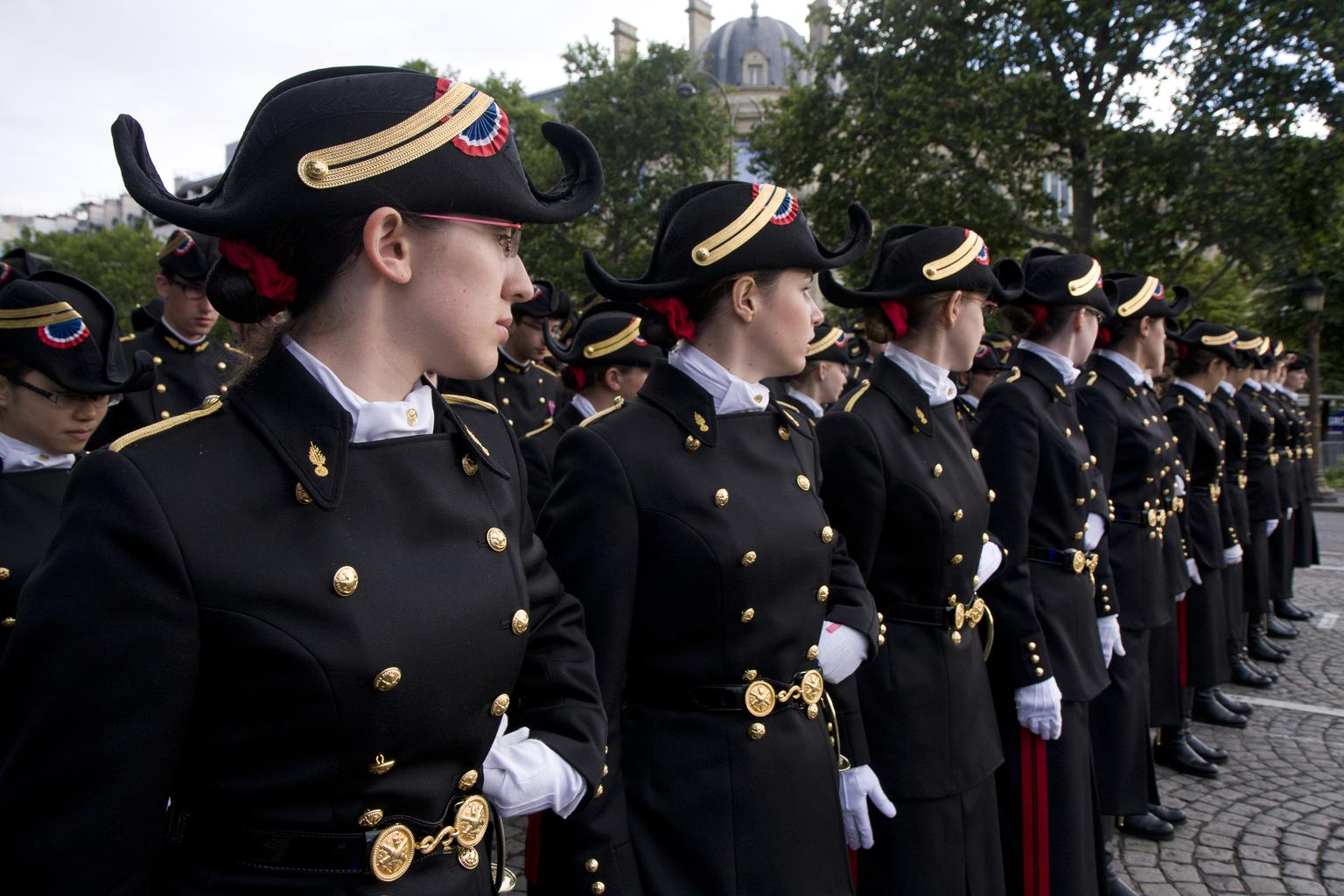
Studentkåren vid École polytechnique ingår traditionsenligt i den franska nationaldagsparaden i Paris.

Skolan grundades 1794 av Lazare Carnot och Gaspard Monge. Den räknas som en av landets främsta högskolor och tillhör de så kallade grandes écoles.

## Formell militärhögskola
Skolan var tidigare en rent militär högskola för utbildning av ingenjörer, och har fått sitt smeknamn l'X från de två korslagda kanonerna i sitt emblem. Den amerikanska militärhögskolan West Point bildades med École polytechnique som förebild. Fortfarande under överinseende av den franska armén leds skolan av en general, och eleverna är under studierna avlönade av militären.

## Inträdeskrav
Inträdet till skolan sker efter ett urval genom omfattande skriftliga och muntliga prov. För att förbereda sig för denna typ av skolor studerar studenterna i så kallade classes préparatoires varefter de kan söka till École polytechnique genom inträdesprov.

## Nobelpristagare
Nobelpristagarna i fysik 1903 Henri Becquerel, respektive ekonomi 1988 Maurice Allais har båda studerat vid skolan.